# Torslunda landskommun
Torslunda landskommun var en tidigare kommun på södra Öland i Kalmar län.

## Administrativ historik
När 1862 års kommunalförordningar trädde i kraft inrättades i landet cirka 2 500 kommuner. I Torslunda socken i Algutsrums härad på Öland bildades då landskommunen Torslunda.
Vid kommunreformen 1952 bildade den storkommun med de tidigare landskommunerna Algutsrum, Glömminge, Gårdby, Norra Möckleby och Sandby. Den nya kommunen fick också namnet Torslunda.
Kommunen upplöstes 1974, då dess område tillfördes Mörbylånga kommun.
Kommunkoden 1952-1973 var 0839.

### Kyrklig tillhörighet
I kyrkligt hänseende tillhörde kommunen Torslunda församling. Den 1 januari 1952 tillkom församlingarna Algutsrum, Glömminge, Gårdby, Norra Möckleby och Sandby.

## Geografi
Torslunda landskommun omfattade den 1 januari 1952 en areal av 232,64 km², varav 232,36 km² land.

### Tätorter i kommunen 1960
| Tätort      | Folkmängd |
| ----------- | --------- |
| Färjestaden | 963       |
| Skogsby     | 313       |
| Gårdby      | 218       |

Tätortsgraden i kommunen var den 1 november 1960 35,7 procent.

## Politik

### Mandatfördelning i valen 1938–1970
| 5 | 4 | 7 | 4 |

| 20 |

| 6 | 4 | 5 | 5 |

| 19 |

| 6 | 14 |

| 19 |

| 8 | 16 | 4 | 7 |

| 34 |

| 8 | 14 | 3 | 10 |

| 32 |

| 7 | 16 | 2 | 10 |

| 31 |

| 9 | 3 | 14 | 2 | 7 |

| 31 |

| 8 | 3 | 14 | 2 | 8 |

| 33 |

| 8 | 4 | 15 | 2 | 6 |

| 32 |